# Cleberson
Cleberson Martins de Souza, mais conhecido apenas como Cleberson ou Clebao(Macatuba, 17 de agosto de 1992), é um futebolista brasileiro que atua como zagueiro ou volante. Atualmente está no Madura United.

## Carreira

### Início
Cleberson começou a carreira no Andraus, clube de base da região metropolitana de Curitiba. Disputou a Copa São Paulo Júnior de 2009 por meio da parceria parceria do Andraus com o Rio Claro.
Chegou nas categorias de base do Atlético Paranaense em 2010, como volante.

### Atlético Paranaense
Após alguns jogos pela equipe sub-23, o então volante fez sua estréia com a camisa do Atlético Paranaense no dia 29 de abril de 2012, na vitória por 4 a 0 sobre o Paranavaí, na Vila Capanema. Mais tarde, acabou sendo recuado para a zaga por Juan Ramón Carrasco, técnico que o lançou. Teve destaque no jogo contra o Cruzeiro, onde o Furacão venceu por 2 a 1 e ele atuou como lateral-direito. Foi mantido no time titular por Jorginho e Ricardo Drubscky, formando uma dupla eficiente com Manoel.

### Figueirense
Em janeiro de 2018 foi anunciado como jogador do Figueirense.

### Sport
Foi anunciado como novo reforço do Sport no dia 25 de janeiro de 2019.

## Títulos
Atlético Paranaense
- Marbella Cup: 2013
- Campeonato Paranaense: 2016

Figueirense
- Campeonato Catarinense: 2018

Sport
- Campeonato Pernambucano: 2019